# Erpeton tentaculatum
Erpeton tentaculatum är en ormart som beskrevs av Lacépède 1800. Erpeton tentaculatum är ensam i släktet Erpeton som ingår i familjen Homalopsidae. IUCN kategoriserar arten globalt som livskraftig. Inga underarter finns listade i Catalogue of Life.
Arten är med en längd mellan 75 och 150 cm en medelstor orm. I tvär genomskärning är kroppen kvadratisk. Påfallande är två utväxter vid huvudet. Ormen förekommer i Thailand och Vietnam. Erpeton tentaculatum vistas i mindre vattenansamlingar och den jagar fiskar. Under den torra tiden kan den gräva in sig i bottenskiktet. Honor lägger inga ägg utan föder levande ungar.